# Бочаров, Павел Петрович
Павел Петрович Бочаров (10 мая 1943 — 20 сентября 2006) — российский учёный, заслуженный деятель науки РФ, доктор технических наук, профессор, лауреат Премии Правительства РФ.

## Биография
Родился в посёлке Красный Кут Курской области. Окончил школу с золотой медалью.
В 1961 году поступил на механико-математический факультет МГУ им. М. В. Ломоносова и сразу перевёлся на факультет физико-математических и естественных наук Университета дружбы народов.
Окончил РУДН (1966) и аспирантуру РУДН (1969).
В 1972 году защитил кандидатскую диссертацию на соискание учёной степени кандидата физико-математических наук.
Доктор технических наук (1988), профессор (1989).
В 1989—2006 заведующий кафедрой теории вероятностей и математической статистики РУДН.
Заслуженный деятель науки РФ (2002), лауреат Премии Правительства РФ (2003).
Область научных интересов — теория вероятностей и теория массового обслуживания. Автор 11 монографий и учебников.